# سما المصري
سما المصري (15 يوليو 1976 -)، ممثلة وفنانة استعراضية مصرية. عملت في بدايتها كمذيعة في قناة المحور، بعد تخرجها من الجامعة لكنها تركت هذا المجال وتفرغت للعمل في المجال الفني.

## عن حياتها
أنهت دراستها الجامعية بكلية الآداب قسم اللغة الإنجليزية تحصلت على ليسانس آداب وتربية. ونزحت للقاهرة وحدها وبدأت حياتها بالعمل في بازار لبيع التحف والعمل بالسياحة تركته ثم عملت فترة بالبورصة في العلاقات العامة. التسويق واستمرت سنة ثم تركتها وسافرت للخارج.[بحاجة لمصدر]
قامت بإنتاج أول كليباتها وهو منفسن إخراج سامح عبد العزيز وبعدها شاركت آخرين في حفلاتهم مثل مجد القاسم، محمد فؤاد، حكيم والعمدة، غنت ومثلت فيديو كليب بعنوان «يا أحمد يا عمر» ضمن أحداث فيلم مجانين نص كوم والذي كان سببا في شهرتها سبب جدلا كبيرا حول كيفية لبسها وطريقة رقصها التي اعتبرها الجمهور فاضحة وغير لائقة، آخر أعمالها إنشاء قناة فلول.

## أعمالها
| - الشايب:2015 - فيلم. - إمبراطورية مين: 2014. - نظرية عمتي:2013- لولو البرنس. - على واحدة ونص: 2011- حورية. - بنتين من مصر:2010. - الدادة دودي: 2008 - نوسة. - صايع بحر: 2004 -الفتاة في الترام | - قطعوا الرجالة:2019 - هاني هز الجبل:2017 - قلبك أبيض:2014 - لعنة الفرحنا:2014 - رامز قرش البحر: 2014 | - منفسن. - يا أحمد يا عمر. - متخافش مني. - ما بلاش من تحت يا حوده. |

## أغاني مصورة ضد الإخوان
قامت بتصوير عدد من الكليبات الغنائية كانت تحارب بها الإخوان في مصر منذ نهاية عام 2012 حيث قامت بطرح فيديو كليب «المانجا» ثم توالت أغانيها.

## وصلات خارجية
- سما المصري على موقع الدهليز
- سما المصري على موقع قاعدة بيانات الأفلام العربية